# 独立国民連合
独立国民連合 (どくりつこくみんれんごう、フランス語: Rassemblement national des indépendants; RNI、アラビア語: التجمع الوطني للأحرار、ティフィナグ文字:ⴰⴳⵔⴰⵡ ⴰⵏⴰⵎⵓⵔ ⵢ ⵉⵏⵙⵉⵎⴰⵏⵏ) は、モロッコ王国の政党。社会民主主義を標榜しているが、親ビジネス・リベラルな政党である。2021年9月よりアジズ・アハヌッシュ政権において連立与党の座にある。

## 歴史
1978年、ハサン2世の義弟であり、第9代首相を務めたアフメド・オスマンによって王党派の政党として王室及び政府に批判的な政党に対抗するため設立された。
1997年の民主化以降はハサン2世の治世に築かれた「行政の党」のイメージを覆すため、リベラルで民主主義を提唱する穏健右翼政党としての地位を確立することを試みている。
2016年、モロッコ最大の富豪であるアジズ・アハヌッシュが総裁に就任。党の大規模なイメージ改革に着手し、党の女性部門や学生部門を設立したほか、FacebookとInstagramの広告に約21万ドルを費やした。
2021年の総選挙では与党・公正発展党が壊滅的大敗を喫する中、102議席を獲得し、第一党となった。選挙後、党首のアジズ・アハヌッシュが首相に就任し、与党となった。